# El Fillo
El Fillo oder Fillo (* 1806 in San Fernando; † 4. Februar 1854 in Sevilla), bürgerlicher Name Antonio Ortega Heredia, war ein spanischer Flamenco-Sänger. Er war stilprägend für die weitere Entwicklung des Flamencos und Vorbild für spätere Generationen von Sängern.

## Leben
Lange Zeit wurde, insbesondere aufgrund von Recherchen von Demófilo, angenommen, dass es sich bei El Fillo um Francisco Ortega Vargas (um 1820 – um 1878) handle. Neuere Forschung ergab jedoch, dass in Wirklichkeit dessen Vater der berühmte Sänger war. Dieser, Antonio Ortega Heredia, entstammte einer Gitano-Familie von Schmieden mit insgesamt acht Geschwistern. Seine Eltern waren Francisco de Paula Ortega Jiménez und Josefa Heredia Fernández.
Im Alter von 21 oder 22 Jahren zog El Fillo nach Triana um, wo er den Rest seines Lebens verbrachte. Sein Vorbild und Mentor als Sänger war El Planeta. Er sang im Wesentlichen bei privaten Feiern und war trotz des hohen Ansehens, das seine Gesangskunst genoss, kein professioneller Sänger. Seinen Lebensunterhalt verdiente er als Schmied, ebenso wie drei seiner Brüder. Erst später im 19. Jahrhundert begannen die Sänger und Tänzer, aus ihrer Kunst nennenswerte Einkünfte zu erzielen.
Seine Brüder Curro Pabla (Francisco de Paula Ortega Heredia) und Juan Encueros (Juan José Ortega Heredia) waren ebenfalls als Sänger bekannt. Curro Pabla starb 1843 bei einer Messerstecherei in Cantillana. El Fillo wird zugeschrieben, dass er mit folgender Seguiriya den Mörder des Bruders anklagte:
Mataste a mi hermano

no t'he perdoná

tú l'has matao liao en su capa

sin jaserte ná.
Meinen Bruder hast’ erstochen

ich hab dir nicht verziehn

hast’ ihn erstochen, in seinen Umhang gehüllt

er hat dir nichts getan.